# Simca 1300/1500
Simca 1300 – samochód osobowy klasy średniej produkowany przez francuską firmę Simca w latach 1963–1975. Dostępny jako 4-drzwiowy sedan. Następca modelu Aronde. Do napędu używano silników R4 OHV o pojemności 1,3 litra (1300) oraz 1,5 litra (1500). Moc przenoszona była na oś tylną poprzez 4-biegową manualną skrzynię biegów. Samochód został zastąpiony przez model 1307.

## Dane techniczne (1300)
- R4 1,3 l (1290 cm³), 2 zawory na cylinder, OHV
- Układ zasilania: gaźnik
- Średnica × skok tłoka: 74,00 mm × 75,00 mm
- Stopień sprężania: 8,3:1
- Moc maksymalna: 63 KM (46,2 kW) przy 5200 obr./min
- Maksymalny moment obrotowy: 100 N•m przy 2600 obr./min

## Dane techniczne (1500)
- R4 1,5 l (1475 cm³), 2 zawory na cylinder, OHV
- Układ zasilania: gaźnik
- Średnica × skok tłoka: 75,20 mm × 83,00 mm
- Stopień sprężania: 9,5:1
- Moc maksymalna: 82 KM (60,4 kW) przy 5000 obr./min
- Maksymalny moment obrotowy: 122 N•m przy 3000 obr./min

## Galeria

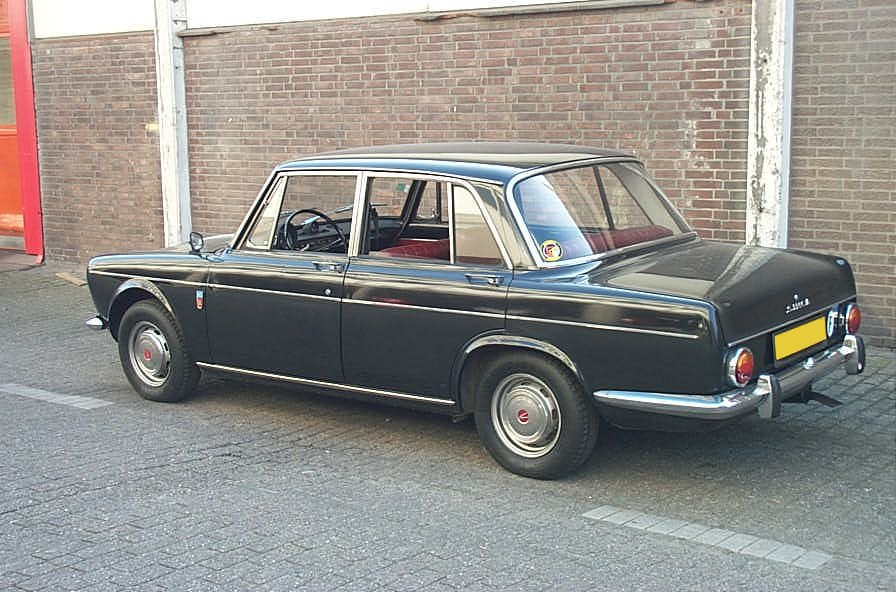
Simca 1500 - tył nadwozia
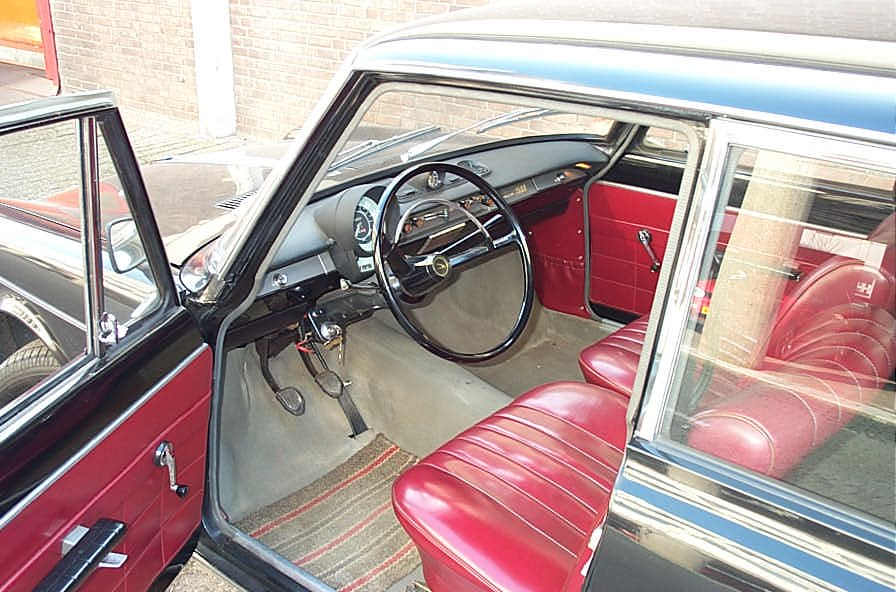
Simca 1500 - kabina pasażerska
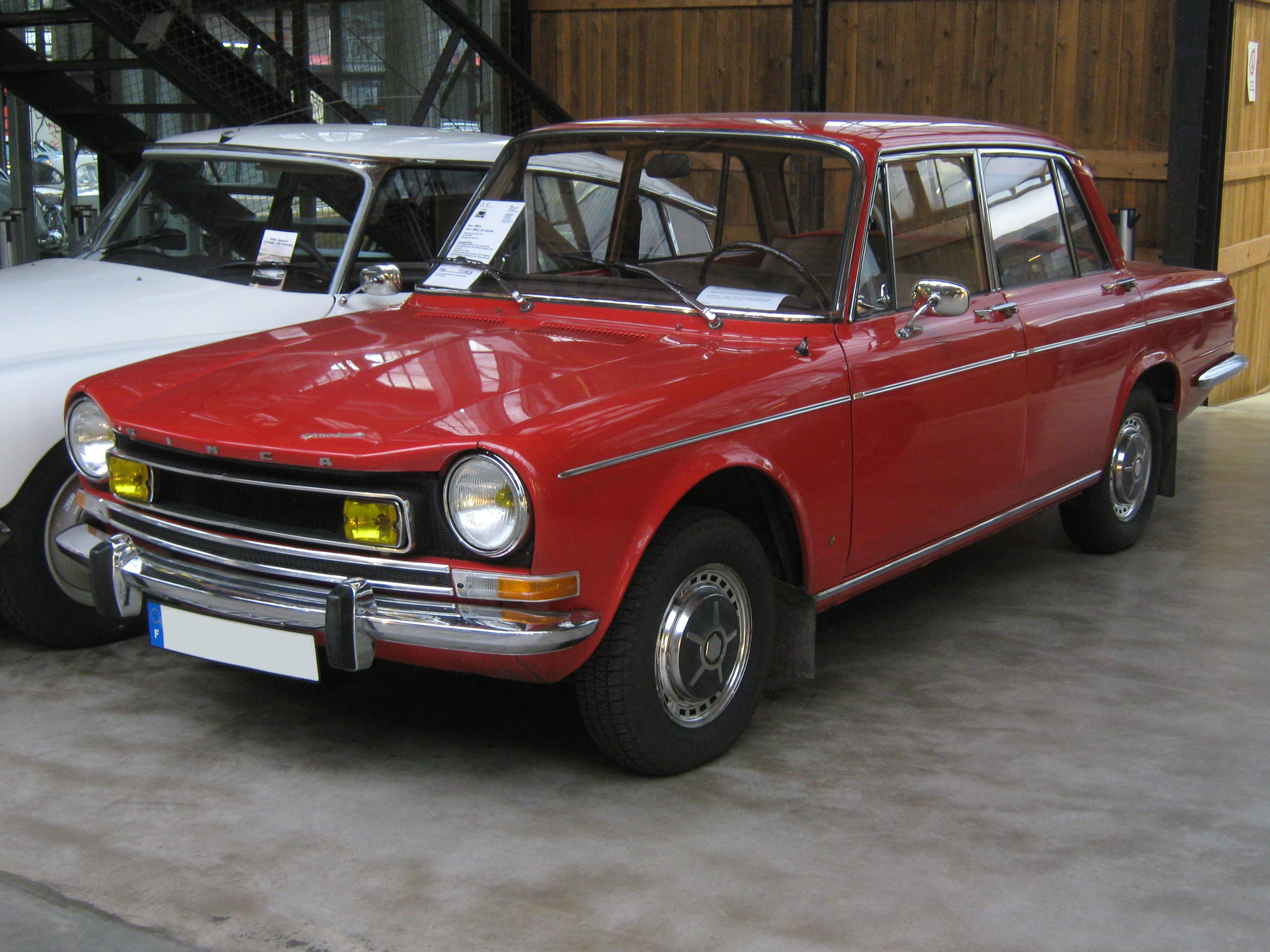
Simca 1301
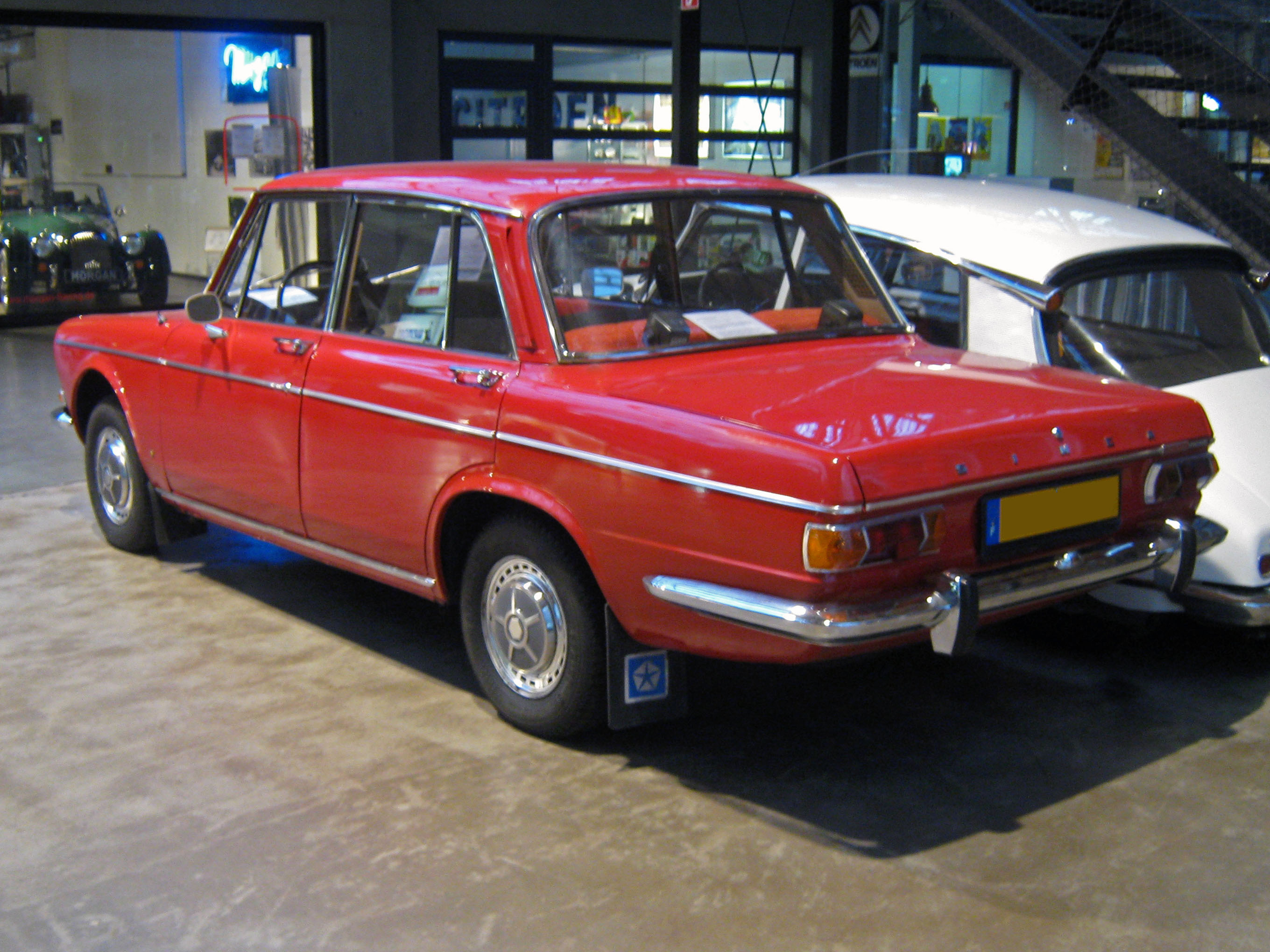